# 桑维涅莱米讷
桑维涅莱米讷（法語：Sanvignes-les-Mines，發音：[sɑ̃viɲ le min] ⓘ）是法国索恩-卢瓦尔省的一个市镇，属于欧坦区。

## 地理
桑维涅莱米讷（46°39'55"N, 4°17'37"E）面积35.48 平方千米，位于法国勃艮第-弗朗什-孔泰大區索恩-卢瓦尔省，该省份为法国中部省份，北起顺时针与科多尔省、汝拉省、安省、罗讷省、卢瓦尔省、阿列省和涅夫勒省接壤。
与桑维涅莱米讷接壤的市镇（或旧市镇、城区）包括：圣贝兰苏桑维涅、锡里勒诺布勒、栋皮埃尔苏桑维涅、蒙索莱米讷、圣欧仁、圣瓦利耶。
桑维涅莱米讷的时区为UTC+01:00、UTC+02:00（夏令时）。

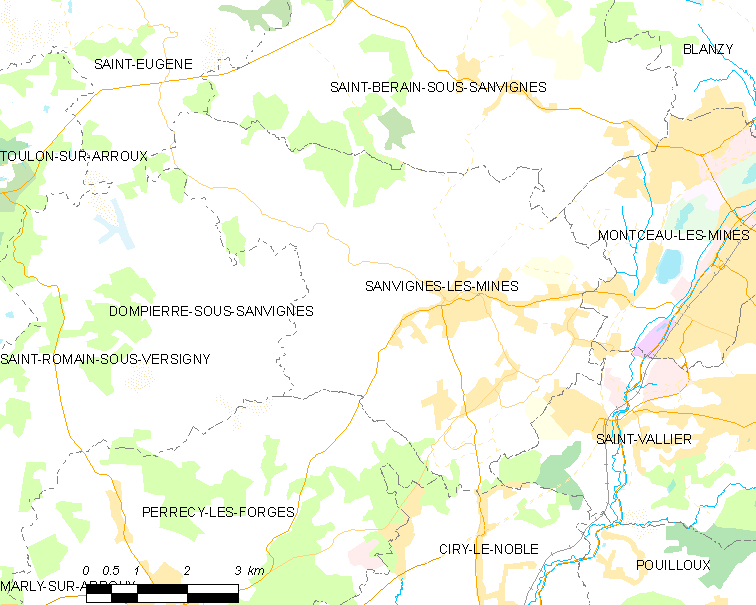
桑维涅莱米讷的OSM定位图

## 行政
桑维涅莱米讷的邮政编码为71410，INSEE市镇编码为71499。

## 政治
桑维涅莱米讷所属的省级选区为圣瓦利耶县。

## 人口

1962-2008年间桑维涅莱米讷人口变化图示

桑维涅莱米讷于2022年1月1日时的人口数量为4265人。